# Acer rotundatum
Acer rotundatum é uma espécie de árvore do gênero Acer, pertencente à família Aceraceae.